# علام الخيل (فلم)
علام الخيل فيلم مغربي من إنتاج دوزيم للمخرج إدريس شويكة. تقع أحداث الفيلم بإحدى القرى المغربية العريقة حول الفتى حمادي الذي فقد حاسة النطق بعد الصدمة القوية التي تلقاها بموت والده فارس المنطقة أو علام الخيل كما يلقب الفرسان مثله. بعد فشل محاولات علاجه وزواج والدته أصبح حمادي بعيش وحيدا معزولا عن باقي سكان القرية، يتذكر ذكريات أبيه عن طريق القلادة والصورة الفوتغرافية القديمة اللتان تركهما والده له. بعد مرور سنين أصبح حمادي شابا قويا وفارسا متميزا يقود فرقة القرية في مباريات الفروسية، فهل سيتمكن من نسيان الخيبات التي عاشها في حياته.